# Isabella Giannola
Isabella Giannola (Erice, 16 agosto 1943) è una prefetta e funzionaria italiana.

## Biografia
Dopo la laurea in giurisprudenza presso l’Università di Palermo, nel 1964, consegue il diploma di perfezionamento in Diritto Regionale e l’abilitazione all’esercizio della professione di avvocata. Inizia quindi la carriera prefettizia nel settembre 1967, assegnata alla prefettura di Palermo, dove in seguito dirige l’Ufficio Elettorale Provinciale e la Divisione Amministrativa. Viene promossa alla qualifica di viceprefetto ispettore nel 1982 e a quella di viceprefetto nel 1987. Dal 1991 svolge le funzioni di vice commissario dello Stato per la Regione Siciliana e dall’aprile 1993 vice commissario dello Stato presso la Presidenza del Consiglio dei ministri.
Nel marzo 1996 diventa commissario prefettizio del Comune di Brindisi. Il 15 maggio 1997 è nominata prefetta di Caltanissetta, prima donna a ricoprire la carica di prefetto in Sicilia. Il 20 dicembre 2000 è trasferita alla prefettura di Siena, restando in carica fino al 27 luglio 2003, quando assume l'incarico di vice capo di gabinetto del Ministero dell’Interno per l’espletamento delle funzioni vicarie.
Il 7 marzo 2007 è nominata dal Consiglio dei Ministri, prima tra le donne, vice-direttrice del Comitato esecutivo per i servizi di informazione e sicurezza (CESIS),  insieme al generale della Guardia di Finanza Emilio Spaziante, in affiancamento al direttore, del CESIS, Giuseppe Cucchi.
Dopo il terremoto dell'Emilia del 2012, il commissario straordinario per il sisma Vasco Errani le assegna l'incarico di vigilare sulla trasparenza degli appalti per la ricostruzione.. Nel settembre 2015, sebbene in pensione, è nominata amministratore giudiziario dei beni confiscati e sequestrati alla mafia, in particolare del patrimonio della famiglia Rappa, valutato in circa 800 milioni.. 